# Montagnes Taconic
Les montagnes Taconic (anglais : Taconic Mountains) sont une chaîne de montagnes située dans les États du Vermont, du Massachusetts, du Connecticut et de New York, aux États-Unis.